# 伊夫林地区默朗
伊夫林地区默朗（法語：Meulan-en-Yvelines，法語發音：[mølɑ̃ ɑ̃.n‿ivlin]），简称默朗（Meulan），是法国伊夫林省的一个市镇，位于该省北部，塞纳河右岸，属于芒特拉若利区。

## 地理
伊夫林地区默朗（49°0'22"N, 1°54'23"E）面积3.46 平方千米，位于法国法蘭西島大區伊夫林省，该省份为法国北部内陆省份，北起瓦兹河谷省，西接厄尔省，西南接厄尔-卢瓦省，东南接埃松省，东临上塞纳省。
与伊夫林地区默朗接壤的市镇（或旧市镇、城区）包括：埃韦克蒙、蒙西扬河畔加永、阿德里库尔、塞纳河畔梅济、萊米羅、欧贝特河畔泰桑库尔、塞纳河畔沃。

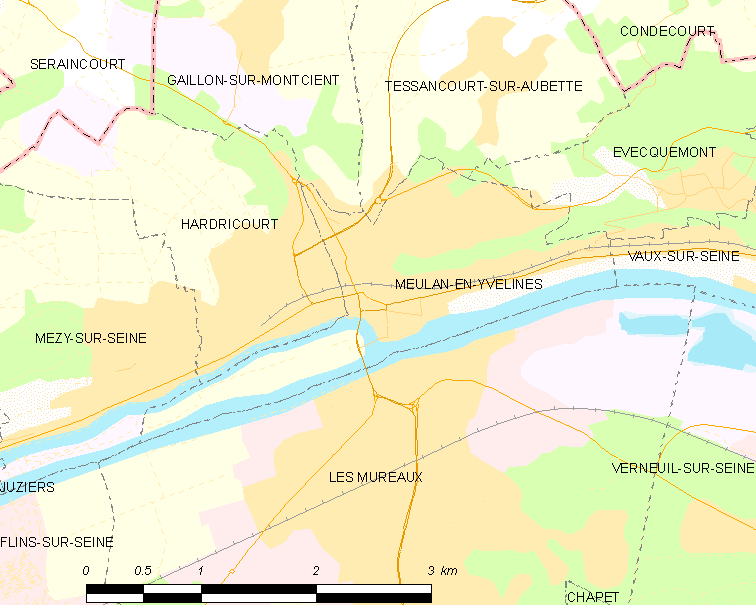
伊夫林地区默朗的OSM定位图

伊夫林地区默朗的时区为UTC+01:00、UTC+02:00（夏令时）。

## 行政
伊夫林地区默朗的邮政编码为78250，INSEE市镇编码为78401。

## 政治
伊夫林地区默朗所属的省级选区为莱米罗县。

## 人口

1962-2008年间伊夫林地区默朗人口变化图示

伊夫林地区默朗于2022年1月1日时的人口数量为8996人。